# 이노세촌
이노세촌(猪野瀬村)은 후쿠이현 오노군에 설치되었던 촌이다. 현재의 가쓰야마시에 해당한다.

## 역사
- 1889년 4월 1일 - 정촌제 시행에 의해 오노군 이노세촌이 성립하였다.
- 1936년 4월 15일 - 가쓰야마정에 편입되었다.

## 참고문헌
- 角川日本地名大辞典 18 福井県